# NGC 7287
NGC 7287 је двојна звезда у сазвежђу Водолија која се налази на NGC листи објеката дубоког неба.
Деклинација објекта је - 22° 8' 0" а ректасцензија 22h 28m 32,0s. Привидна величина (магнитуда) објекта NGC 7287 износи 12,6.